# Montage
Montage (en hangul, 몽타주; romanización revisada, Mongtajoo) es una película surcoreana de suspenso, protagonizada por Uhm Jung-hwa, Kim Sang-kyung y Song Young-chang. Se estrenó un remake en Hindi como Te3n en 2016.

## Sinopsis
Un secuestrador desapareció hace 15 años sin dejar rastro. Cinco días antes del vencimiento de la prescripción del caso, alguien es encontrado anónimamente dejando una flor en la escena de delito. Unos cuantos días más tarde, otro secuestro tiene lugar bajo el mismo método sobre un objetivo similar. El equipo policial deberá solucionar el caso antes de que  sea demasiado tarde. El detective (Kim Sang-kyung) a quien han consultado confirmó un similar MO.
Más tarde resulta que el abuelo de la niña secuestrada (Song Young-chang), fue el autor del primer secuestro, hace 15 años. Esto fue descubierto por la madre del pequeño (Uhm Jung-hwa), quien a su vez decide secuestrar a la nieta del criminal, utilizando el mismo modus operandi. Ella pensó que la culpa le haría confesar sus crímenes pasados. Los detectives lo descubren, enfrentan al abuelo, y hacen un trato con él, que finalmente confiesa sus pecados y va a la cárcel. Todos los involucrados en el largo caso sin resolver por fin encuentran paz.

## Reparto
- Uhm Jung-hwa como  Ha-kyung.[9]
- Kim Sang-kyung como Cheong-ho.
- Song young-chang como Han-chul.
- Jo Hee-bong como  Detective Kang.
- Yoo Seung-mok como detective Jefe Kwak.
- Lee Jun-hyeok como  detective Jefe Shin.
- Park Chul-min como jefe de Sección Koo.
- Jung Hae-kyun como Detective Choi.
- Gi Ju-bong como  doctor Han.
- Oh Dae-hwan como  Yong-sik.[10]
- Kim Sung-kyung como hija.
- Heo Jung-eun como  nieta.
- Song Min-ji como madre.
- Baek Ji-won como una detective.
- Tae Won-seok como detective joven.
- Jung Hee-tae como un miembro del equipo interceptor.

## Premios y nominaciones
| Año  | Premio                                       | Categoría                                  | Nominado        | Resultado |
| ---- | -------------------------------------------- | ------------------------------------------ | --------------- | --------- |
| 2013 | 22nd Buil Film Awards                        | mejor guion                                | Jeong Keun-seob | Nominado  |
| 2013 | 50th Grand Bell Awards                       | mejor actriz                               | Uhm Jung-hwa    | Ganador   |
| 2013 | 50th Grand Bell Awards                       | mejor director nuevo                       | Jeong Keun-seob | Nominado  |
| 2013 | 50th Grand Bell Awards                       | mejor guion                                | Jeong Keun-seob | Nominado  |
| 2013 | 34th Blue Dragon Film Awards                 | mejor actriz                               | Uhm Jung-hwa    | Nominado  |
| 2013 | 34th Blue Dragon Film Awards                 | mejor director nuevo                       | Jeong Keun-seob | Nominado  |
| 2013 | 21st Korean Culture and Entertainment Awards | premio alta excelencia, actriz de película | Uhm Jung-hwa    | Ganador   |
| 2014 | 19th Chunsa Film Art Awards                  | mejor actriz                               | Uhm Jung-hwa    | Nominado  |